# CS-130
La CS-130 (Carretera Secundària 130) és una carretera de la Xarxa de Carreteres d'Andorra, que comunica Sant Julià de Lòria a la CG-1, amb La Rabassa. També és anomenada Carretera de la Rabassa.
Segons la codificació de carreteres d'Andorra aquesta carretera correspon a una Carretera Secundària, és a dir, aquelles carreteres què comuniquen una Carretera General amb un poble o zona.
La carretera té en total 17,4 quilòmetres de recorregut.

## Incidents: Torrentada de 2015[3]
Una espectacular torrentada va espantar el dia 22 de juliol de 2015 el veïnat de Sant Julià de Lòria que, després de sentir un fort terrabastall, va veure com el torrent d'Aixirivall es desbordava descontroladament i inundava la carretera de la Rabassa fins a la plaça Laurèdia, al bell mig de la població. Durant la jornada d'avui, Protecció Civil incidirà per determinar les causes de l'accident natural. Durant tota la nit, els efectius desplaçats a la zona (COEX i serveis de neteja comunals) han treballat per netejar total ment la calçada i, des de la una de la nit i fins a primera hora del matí, el trànsit ha estat restringit a la carretera de la Rabassa. La neteja era la prioritat per poder restablir la circulació amb normalitat.
Afectació a la Peguera: A més del centre de Sant Julià de Lòria, on es van patir les conseqüències del desbordament del torrent d'Aixirivall, també hi va haver afectació a la carretera del Cortal de Llumeneres. Però el torrent d'Aixirivall no va ser l'únic que estava fora de si: la carretera de la Peguera va patir un fortíssim corrent d'arrossegalls del riu d'Auvinyà, que va deixar molt material acumulat a la calçada de la carretera de la Peguera.
L'accés a Naturlandia, la carretera de la Peguera, la CS-131, ha quedat tallada per l'esllavissada i, per tant, durant els pròxims dies l'accés només es podrà fer per la carretera de Juberri, la CS-130. Quan hagin finalitzat els treballs de neteja a la zona, durant les pròximes setmanes, es reobrirà la circulació, segons va informar ahir el Govern.

## Punts d'Interés
- Església de Sant Esteve de Juverri
- Parc d'atraccions de Naturlàndia
- Estació d'esquí de La Rabassa

## Recorregut
- Sant Julià de Lòria (CG-1)
- Auvinyà
- Juberri[4]
- Església de Sant Esteve de Juberri
- La Peguera[5]
- La Rabassa

| Tipus de Sortida | Direcció de la sortida | Carretera que hi enllaça | Qm  |
| ---------------- | ---------------------- | ------------------------ | --- |
| CS-130           | Sant Julià de Lòria    | CG-1                     | 0   |
|                  | Auvinyà                |                          | 2,5 |
|                  | Juberri                |                          | 4,5 |
|                  |                        |                          | 5   |
|                  |                        |                          | 8   |
|                  |                        |                          | 10  |
|                  | La Peguera             | CS-131                   | 13  |
|                  | La Rabassa             |                          | 17  |